# Pokrajina
Pokrajina (lat. provincia), je upravno-administrativna jedinica te druga razina vlasti u većini zemalja. U saveznim državama pokrajina može biti naziv za federalnu jedinicu. Tijekom razdoblja Britanskog carstva različite kolonije su imale naziv provincije poput Provincije Kanade i Provincije Južne Australije. 
U federacijama funkcije središnje i pokrajinske vlasti ili područja jurisdikcije naznačena su u ustavu. One koje nisu posebno označene u ustavu nazivaju se "rezidualne sile". Te rezidualne sile leže na pokrajinskoj (ili državnoj) razini u decentraliziranom federalnom sistemu (poput Sjedinjenih Država i Australije) s obzirom na centralizirani federalni sistem u kojemu su zadržane na federalnoj razini (kao u Kanadi). Usprkos tome, neke od nabrojenih sila mogu također biti vrlo značajne. Kanadske provincije su, primjerice, suverene u odnosu na važne poslove poput zakona i reda, vlasništva, građanskih prava, obrazovanja, socijalne skrbi, zdravstvenih službi i čak poreza.
Evolucija federacija stvorila je neizbježno povlačenje užeta između shvaćanja federalne prevlasti nasuprot "državnim pravima". Povijesna podjela odgovornosti u federalnim ustavima neizbježno je predmet mnogobrojnih preklapanja. Primjerice kada središnja vlast, koja je odgovorna za "vanjske poslove", ulazi u međunarodne sporazume u područjima gdje država ili pokrajina imaju suverenitet, sporazumi sklopljeni na nacionalnoj razini mogu stvoriti jurisdikcijsko preklapanje i sukobljavajuće zakone. To preklapanje stvara mogućnost za unutrašnje prepirke koje vode do ustavnih amandmana i sudskih odluka koje značajno mijenjaju ravnotežu snaga.
Riječ pokrajina, tj. provincija stvorili su Rimljani koji su svoje carstvo podijelili u provincije. Smatra se da riječ potječe iz latinske riječi provincia (zona utjecaja), koja je nastala od riječi pro ("ispred") i vincia ("povezano").
U Francuskoj izraz en province još uvijek teži značenju "izvan regije Pariza". Prije Francuske revolucije zemlja se sastojala od regije Ile-de-France – kraljevskog osobnog lena – i kraljevskih pokrajina, kojima su nekoć upravljali njihovi vlastiti feudalni gospodari. Budući da se termin sada službeno koristi za drugu razinu vlasti, taj se izraz ponekad zamjenjuje s en région.
Isti se izraz koristi u Peruu gdje en provincias znači "izvan grada Lime" iako je sama Lima smještena u provinciji. Budući da je zemlja podijeljena u dvadeset pet regija koje su onda podijeljene u 194 provincije, provincije su tek treća jedinica vlasti u Peruu.
U arapskim zemljama druga razina vlasti naziva se muhfazah, a prevodi se kao guvernerat. Taj termin se također koristi za povijesne ruske gubernije. Usporedi oblast.
U Poljskoj istovrijedni pojam provinciji je vojvodstvo (województwo).

## Suvremene provincije
Podrazredi nazvani ili prevedeni u "pokrajina", tj. "provincija".
| Zemlja                           | mjesni naziv                 | broj entiteta |
| -------------------------------- | ---------------------------- | ------------- |
| Provincije Afganistana           | od arap. vilajet             | 24            |
| Provincije Argentine             | španj. provincia             | 23            |
| Provincije Armenije              | marz                         | 11            |
| Provincije Belgije               |                              | 10            |
| Provincije Bjelorusije           | bjelorus. voblast            | 6             |
| Provincije Bolivije              | španj. provincia             | 112           |
| Provincije Bugarske              | bug. oblast                  | 28            |
| Provincije Čilea                 | španj. provincia             | 51            |
| Provincije Ekvadora              | španj. provincia             | 22            |
| Provincije Ekvatorske Gvineje    | španj. provincia             | 7             |
| Provincije Filipina              | fili.: lalawigan / probinsya | 79            |
| Provincije Finske                | fin. läänit / šved. län      | 6             |
| Provincije Gabona                | franc. province              | 9             |
| Provincije Indonezije            | indo. propinsi               | 29            |
| Pokrajine Irana                  | perz. ostan                  | 31            |
| Provincije Irske                 |                              | 4             |
| Provincije Italije               | ital. provincia              | 103           |
| Provincije Južne Afrike          |                              | 9             |
| Provincije Kanade                | engl./franc. province        | 10            |
| Provincije Kazahstana            | oblasy                       | 14            |
| Provincije Kenije                |                              | 8             |
| Provincije Kine                  | kin. sheng                   | 22            |
| Provincije Kirgistana            | oblasty                      | 7             |
| Provincije Koreje                | kor. do, to                  | 14            |
| Provincije Kube                  | španj. provincia             | 15            |
| Provincije Laosa                 | lao khoueng                  | 16            |
| Provincije Nizozemske            | nizoz. provincie             | 12            |
| Provincije Omana                 | arap. vilajet                | približno 60  |
| Provincije Pakistana             |                              | 4             |
| Provincije Papue Nove Gvineje    |                              | 19            |
| Provincije Perua                 | španj. provincia             | 180           |
| Provincije Poljske               | poljl. województwo           | 16            |
| Provincije Ruande                | intara                       | 12            |
| Provicnije São Toméa i Príncipea | port.                        | 2             |
| Provincije Saudijske Arabije     | arap. mintaqah               | 13            |
| Provincije Solomonskih Otoka     |                              | 9             |
| Provincije Španjolske            | španj. provincia             | 50            |
| Provincije Tadžikistana          | velojati, od arap. vilajet   | 3             |
| Provincije Tajlanda              | changwat                     | 76            |
| Provincije Turkmenistana         | od arap. vilajet             | 5             |
| Provincije Turska                | tur. il                      | 81            |
| Provincije Ukrajine              | ukr. oblast                  | 24            |
| Provincije Uzbekistana           | od arap. vilajet             | 12            |
| Provincije Vanuatua              |                              | 6             |
| Provincije Zambije               |                              | 9             |
| Provincije Zimbabvea             |                              | 8             |

Najnaseljenija provincija je Henan, Kina, stan. 93,000,000. Također su vrlo naseljene nekoliko drugih kineskih provincija jednako kao i Punjab, Pakistan, stan. 85,000,000.
Najveće provincije prema površini jesu Xinjiang, Kina (1,600,000 km²) i Quebec, Kanada (1,500,000 km²).
Također postoje provincije na Novom Zelandu, ali se zemlja ne smatrala "federalnom" zemljom. Provincije ipak imaju nekoliko dužnosti poput sakupljanja poreza, a svaka provincija ima i svoju vlastitu zdravstvenu upravu te uprava nad okružnim zatvorima.

## Guvernerati
Termin guvernerat se naširoko koristi u arapskim zemljama za označavanje administrativne jedinice; prijevod je arapske riječi muhafazah. Neki guvernerati povezuju više od jednog vilajeta; drugi blisko slijede tradicionalne granice nasljeđene od otomanskog vilajetskog sustava.

## Povijesne pokrajine

### Antičke i srednjovjekovne/feudalne pokrajine
- nom - u faraonskom Egiptu
- satrapija - u Ahemenidskom Perzijskom Carstvu (vjerojatno ranije i u Mediji), te kasnije nakon makedonskog osvajanja i daljnjeg širenja Ale i u različitim (uglavnom velikim) helenističkim nasljednim državama
- provincije Rimskog Carstva
- egzarhat, tema - u kasnom Bizantu
- gau (županija) u franačkom (karolinškom) ponovno osnovanom Svetom Rimskom Carstvu
- emirat - u (arapskim upravljanim) kalifatima i kasnijim sultanatima
- subah - u indijskom Mogulskom Carstvu

### Moderne pokrajine
U povijesnim okvirima Fernand Braudel je oslikao europske provincije—sagrađene od brojnih malih regija nazvanima francuski pay ili švicarski kantoni, svaki s mjesnim kulturnim identitetom i usredotočenim nad trgovištem—kao političke jedinice optimalne veličine u predindustrijskoj ranomodernoj Europi te se pita, "zar provincija nije istinska 'očevina' svojim stanovnicima?" (Perspektiva svijeta 1984., str. 284) Iako centralistički organizirana Francuska, rana nacionalna država, mogla se urušiti u autonomne pokrajinske svjetove pod pritiskom kao što je neprekinuta kriza tijekom Vjerskih ratova, 1562.—1598.
Za povjesničare 19. i 20. stoljeća "centralizirana vlast" se uzimala kao simptom ili modernost te politička zrelost u usponu Europe. Onda su se u 20. stoljeću, dok je Europska unija približavala granice nacionalnih država, centipetalne sile činile da se kreću prema fleksibilnijem sustavu sastavljenom od lokaliziranijih, pokrajinskih upravnih entiteta pod europskim suncobranom. Španjolska je nakon Franca Država autonomijâ, službeno jedinstvena, ali zapravo funkcionira kao federacija autonomnih zajednica, svaka s različitom snagom. Dok se Srbija, ostatak bivše Jugoslavije, borila sa separatistima u pokrajini Kosovo, istovremeno je UK pod političkim principom "devolucije" uspostavilo lokalne parlamente u Škotskoj, Walesu i Sjevernoj Irskoj (1998.). Jaki lokalni nacionalizmi isplivali su na površinu i razvili se u Cornwallu, Languedocu, Kataloniji, Lombardiji, Korzici i Flandriji, te istočno od Europe u Abhaziji, Čečeniji i Kurdistanu.
U Habsburškim teritorijima tradicionalne pokrajine djelomice su izražene kao Länder u 19. stoljeću u Austro-Ugarskoj.
Provincije Otomanskog Carstva imale su različite tipove guvernera (općenito paša), ali većinom nazvanih valije, dakle prevladavajući termin vilajet, općenito podijeljeni (često u bejlike), ponekad okupljenih pod generalnim guvernerom (nazvanim beglerbegom). 
- Bivše provincije Otomanskog Carstva
- Bivša provincija Kanade (1840. – 1867.)
- Bivše provincije Francuske
- Bivše provincije Irske
- Bivše provincije Japana
- Bivša provincija Južna Australija (sada australska država)
- Bivše provincije Švedske
- Bivša Republika Sedam Ujedinjenih Provincija (Nizozemska)
- Bivše Sjedinjene Provincije Središnje Amerike